# Quimiosíntesi

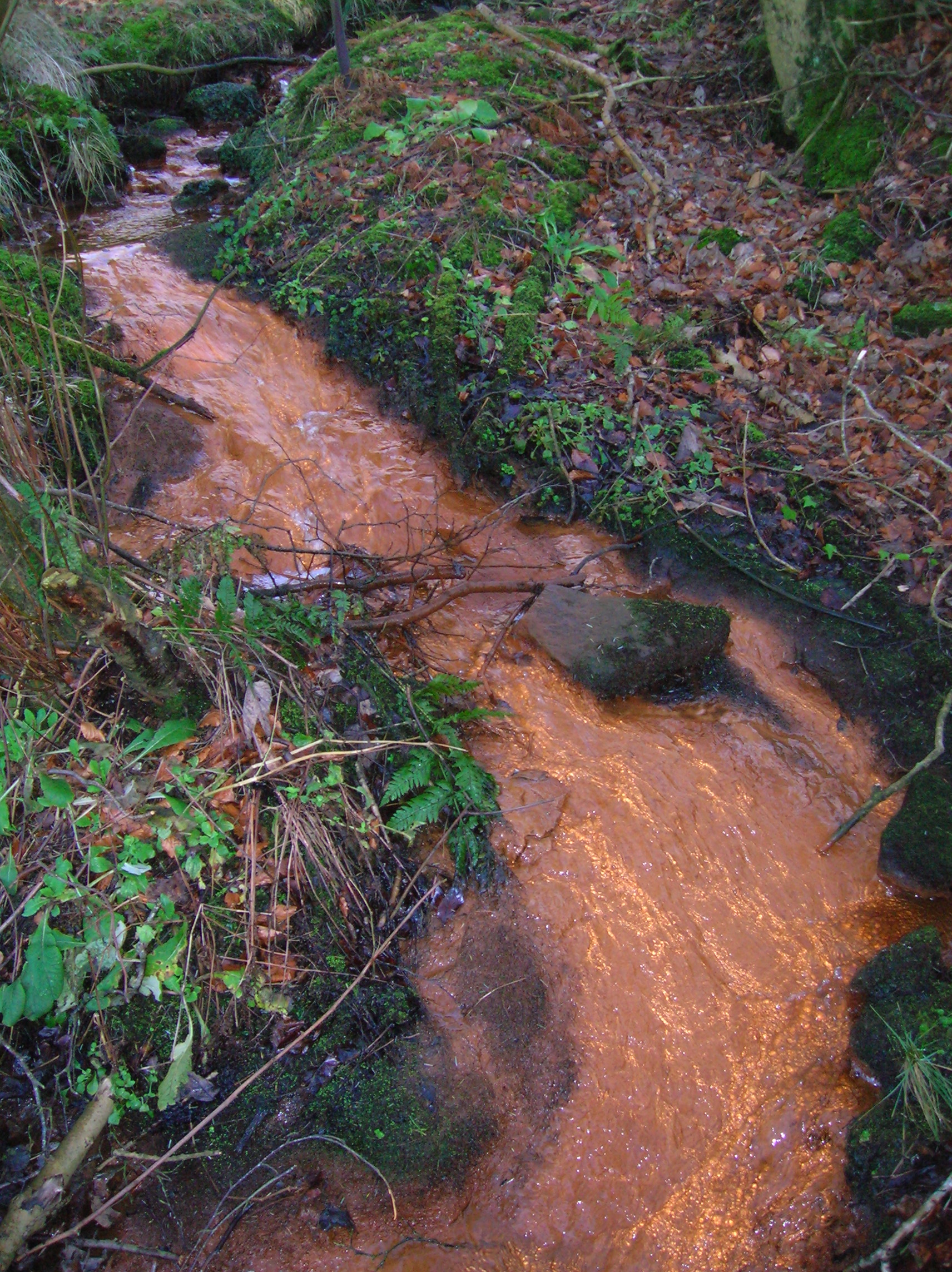
Bacteris de ferro quimiosintètic després d'un incendi a Ayrshire (Escòcia).

La quimiosíntesi és la producció biològica de matèria orgànica a partir de molècules d'un àtom de carboni (generalment diòxid de carboni o metà) i altres nutrients, utilitzant l'oxidació de molècules inorgàniques, com per exemple l'àcid sulfhídric (H₂S), l'hidrogen gasós o el metà com a font d'energia, sense comptar amb la llum solar, a diferència de la fotosíntesi. Cadenes alimentàries completes basen la seva existència en la producció quimiosintètica al voltant de les emanacions termals que es troben a les dorsals oceàniques, així com en sediments profunds. La quimiosíntesi només la realitzen alguns organismes procariotes.
La quimiosíntesi depèn de l'existència de potencials químics importants, els que acompanyen mescles no estables de substàncies, que només apareixen localment allà on els processos geològics les han engendrat.
Molts bacteris del fons dels oceans utilitzen la quimiosíntesi com a forma de produir energia sense necessitat de llum solar, en contrast amb la fotosíntesi, que es veu inhibida en aquest hàbitat. Molts d'aquests bacteris són la font bàsica d'alimentació per la resta d'organismes del sòl oceànic, sent molt comú el comportament simbiòtic.
Molts científics creuen que la quimosíntesi podria mantenir vida sota la superfície de Mart, Europa (satèl·lit de Júpiter) i altres cossos planetaris.